# Melkridge
Melkridge – wieś w Anglii, w hrabstwie Northumberland. Leży 51 km na zachód od miasta Newcastle upon Tyne i 414 km na północ od Londynu. W 2001 miejscowość liczyła 212 mieszkańców.